# (2302) Florya

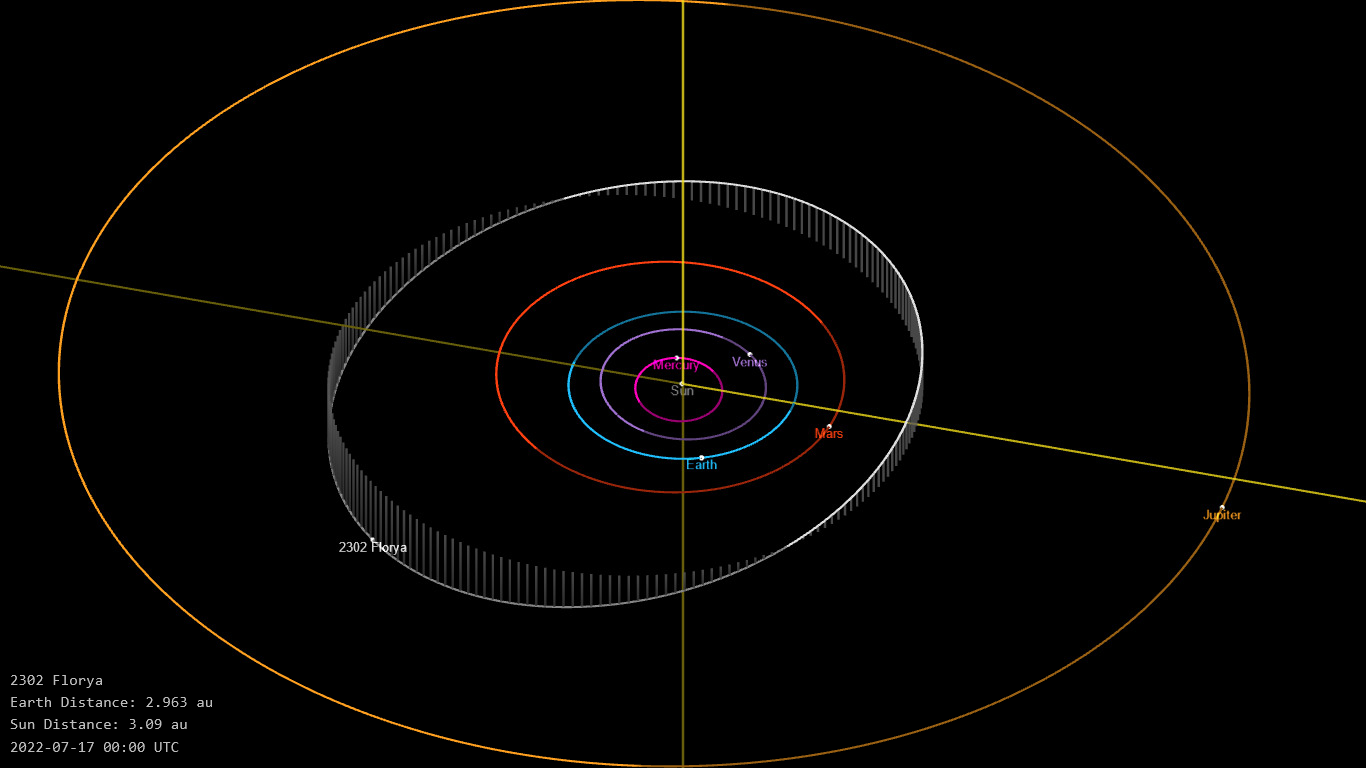
Umlaufbahn von Florya

(2302) Florya (1972 TL2; 1935 BF; 1980 LF) ist ein Asteroid des mittleren Hauptgürtels, der am 2. Oktober 1972 vom russischen (damals: Sowjetunion) Astronomen Nikolai Efimowitsch Kurotschkin am Krim-Observatorium (Zweigstelle Nautschnyj) auf der Halbinsel Krim (IAU-Code 095) entdeckt wurde.

## Benennung
(2302) Florya wurde nach dem russischen Astronomen Nikolai Fjodorowitsch Florya (1912–1941) benannt, der am Sternberg-Institut für Astronomie tätig war und für seine Beobachtungen und Forschungen an veränderlichen Sternen bekannt wurde.